# Dave England
Dave England, właśc. David England, pseud. Cocksuckin' Motherfucker, Chef Dave, Darf (ur. 30 grudnia 1969 w Venturze) – amerykański aktor naturszczyk występujący w kontrowersyjnym programie rozrywkowym Jackass. Wystąpił również w filmie Jackass: świry w akcji z 2002.
Znany jest z gagów zawierających odniesienia do czynności fizjologicznych, zwłaszcza wymiotowania oraz ekskrementacji. Najlepszym jego przyjacielem w programie jest Ehren McGhehey. Ma bardzo charakterystyczną twarz, na skutek licznych kontuzji, których doznał w programie (m.in. w odcinku Poo diaper), przypomina wyglądem kloszarda. Również w wypadku, który zdarzył się podczas jazdy na deskorolce, utracił jedno z jąder.
Jest żonaty z Joanną England, mieszka w Portland w stanie Oregon.